# Phrygionis fratercula
Phrygionis fratercula là một loài bướm đêm trong họ Geometridae.